# 玉里圓環
23°19′53.07″N 121°18′56.09″E / 23.3314083°N 121.3155806°E

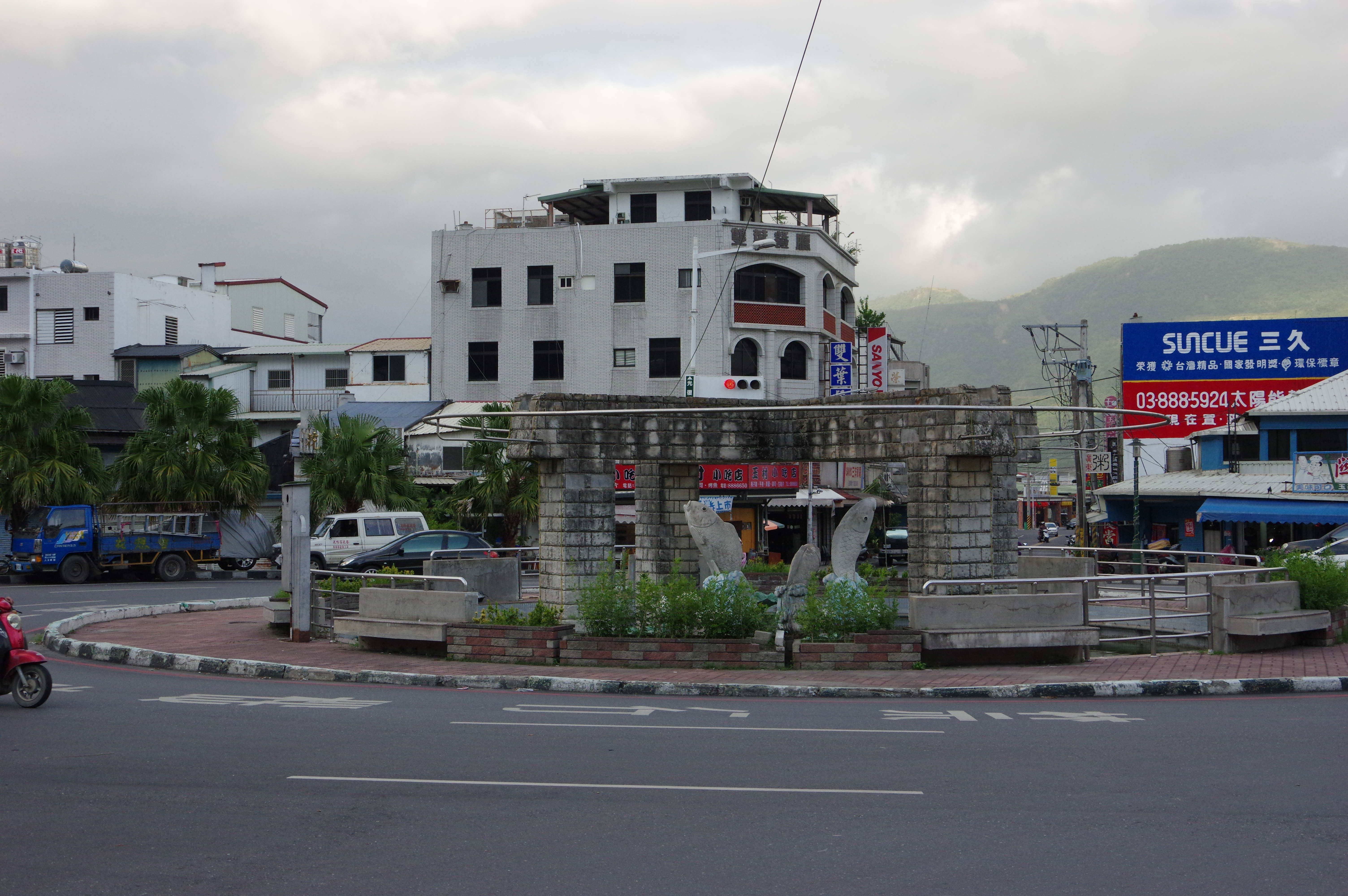
玉里圓環。

玉里圓環，台灣玉里市區的一種環狀交通設施，位於花蓮縣玉里鎮中山路與光復路交叉路口，是於戰後時期為因應交通流量而設計的圓環，啟用至今歷史甚久，已成為當地玉里人的象徵地標。
相傳玉里圓環中池水是終年不絕，水源則湧自地底下而出，為當時一處低窪的沼澤地，其水池的規模較現今的大。在日治時期，池中還有樹、有橋以及一塊日軍建造的石碑，當時中山路被稱為「玉里大通」，光復路則稱為「玉里本通」，兩條道路於此交會，直到國民政府接收台灣後，民國五十年代才將這水池改建成圓環。最初的圓環中水池還有佇立著鯉魚噴水的造型，以及島中有栽種夾竹桃，水面佈滿了荷葉，並旁立有一塊「玉泉池」三字的石碑，後來被改建成大理石堆砌出大鵬鳥雕塑像，隨著幾位玉里鎮公職人員在一年內相繼死亡，鎮民便深信大鵬鳥的利嘴造型會為當地帶來不祥，甚至影響了風水，因而有「打鳥行動」的發起，將大鵬鳥雕塑像拆除，並將其改建回原初的鯉魚噴水造型。現在的玉里圓環則是在池中架起一座「X」字的大理石柱，並罩於鯉魚噴嘴的上方，久之噴水沖到上方的大理石柱就蔓生青苔。此外，在圓環的外圍有供鎮民可坐歇的座椅，可在休憩之餘，就近觀賞玉里圓環池中的鯉魚噴水。
玉里鎮的兩條道路中山路與光復路交會於圓環，為當地唯一以圓環方式設置於路口的交通設施。從玉里圓環沿光復路直走，東西間可來往台9線公路與玉里火車站，沿路多以商店、診所，還有郵局、電力公司、國稅局稽徵所也設立於此；自博愛路接入中山路，沿路則是商業機構與政府機關，銀行、農會、電信、郵局、警局皆設立於此，經過玉里圓環後，兩旁已是民宅、商店，最後通往中城國小，可與大同路連接。中山路與光復路自日治時期以來，至今都是玉里市區發展的中心地帶，並受於圓環位置是處要衝，故而有「玉里之心」所稱，也為玉里鎮民的休憩場所之一。